# ВТБ Кубок Льва Яшина
ВТБ Кубок Льва Яшина — товариський футбольний турнір, створений на честь і пам'ять найкращого воротаря XX століття Льва Яшина. Перший розіграш турніру відбувся влітку 2010 року. У 2011 році було змінено формат турніру. Тепер участь беруть молодіжні команди до 21 року. Учасниками турніру 2011, окрім московського «Динамо», вперше будуть команди з дального зарубіжжя: англійський «Евертон», німецький «Фрайбург» та сербський «ОФК» (всі — до 21 року). В деяких джерелах до історії цього турніру хибно плюсують розіграш Ігор чемпіонів 2008 року.

## ВТБ Кубок Льва Яшина 2010
|  | Півфінали       | Півфінали     |   |  | Фінал           | Фінал |  |
|  |                 |               |   |  |                 |       |  |
|  | 1 липня - Хімки |               |   |  |                 |       |  |
|  | «Динамо» Москва | 2             |   |  |                 |       |  |
|  | «Динамо» Мінськ | 1             |   |  |                 |       |  |
|  |                 |               |   |  |                 |       |  |
|  |                 |               |   |  | 9 липня - Хімки |       |  |
|  |                 |               |   |  | «Динамо» Москва | 2     |  |
|  |                 | «Динамо» Київ | 0 |  |                 |       |  |
|  |                 |               |   |  |                 |       |  |
|  |                 |               |   |  |                 |       |  |
|  |                 |               |   |  |                 |       |  |
|  | 2 липня - Хімки |               |   |  |                 |       |  |
|  | «Динамо» Київ   | 4             |   |  |                 |       |  |
|  | «Динамо» Мінськ | 1             |   |  |                 |       |  |

## ВТБ Кубок Льва Яшина 2011
Формат турніру змінився. Тепер можуть узяти участь будь-які запрошені команди віком до 21 року.

### Матч за третє місце
| 16.07.2011 |

| «Динамо» (Москва) | 0:2 | «Евертон» (Ліверпуль, Англія) |
| ----------------- | --- | ----------------------------- |
| МакЕлені 55, 79'  |     |                               |

| «Родина», Хімки Глядачів: 300 Арбітр: Олексій Спірін |

### Фінал
| 16.07.2011 |

| «Фрайбург»                                               | 6:0 | ОФК |
| -------------------------------------------------------- | --- | --- |
| Тедеско 33, 51, 78' Абдель Абіз 11' Цангль 35' Галюз 86' |     |     |

| «Арена Химки», Хімки Глядачів: 250 Арбітр: Олексій Спірін |

| Переможець ВТБ Кубок Льва Яшина 2011 |
| ------------------------------------ |
| Німеччина                            |
| Фрайбург Перший титул                |